# Treehouse of Horror Presents: Simpsons Wicked This Way Comes
«Treehouse of Horror Presents: Simpsons Wicked This Way Comes» (titulado «La casita del horror presenta: La feria de las tinieblas de Los Simpson» en Hispanoamérica y «La casa-árbol del terror: La feria de las tinieblas» en España) es el séptimo episodio de la trigésimo sexta temporada de la serie de televisión animada estadounidense Los Simpson, y el 775 en total. Se emitió en los Estados Unidos en Fox el 24 de noviembre de 2024. El episodio fue escrito por Jessica Conrad y dirigido por Debbie Bruce Mahan.
El episodio es un homenaje a Ray Bradbury, ofreciendo relatos de tres de sus obras: la radionovela convertida en relato corto «The Screaming Woman», el relato corto «Marionettes, Inc.» y la novela Fahrenheit 451. Andy Serkis actuó como invitado en el papel de The Illustrated Man y Siegfried Blaze, y fue el último episodio en el que participó Pamela Hayden en Fox antes de retirarse. Maggie Simpson no aparece en este episodio, salvo su imagen en una fotografía en la historia final. El episodio recibió críticas positivas.

## Trama
La familia Simpson visita un circo. Lisa va a ver al Hombre Ilustrado, que le dice que si mira fijamente uno de sus tatuajes, verá una historia insólita.

### Historia #1
En un pasado alternativo, Bart oye los gritos de una mujer enterrada en el bosque. Pide ayuda a Homer y Marge, pero no le creen. Va de puerta en puerta para ver si la mujer ha desaparecido.
En casa de los Van Houten, Luann quiere saber más e invita a Bart a entrar. Le da leche a la fuerza, provocándole sueño, pero él escapa. En el bosque, Bart oye a la mujer cantando un tintineo. Cuando Bart se lo repite a Homer, éste lo reconoce como uno cantado por Kirk Van Houten. Rescatan a Kirk en el bosque.
La policía detiene a Luann, que enterró a Kirk por dejar que Elizabeth Hoover le viera comprarle tinte para el pelo. Sin embargo, esto es socialmente aceptable, por lo que es liberada.

### Historia #2
En un futuro no muy lejano, el superintendente Chalmers, molesto con el director Skinner, acude a Moe's, donde Carl le muestra cómo encargó a un robot de sí mismo que realizara actividades aburridas con Lenny.
Chalmers encarga un robot para trabajar con Skinner. Disfrutando, se encuentra con Skinner, que también encargó un robot. Carl llega y le dice que destruyó su robot después de que éste desarrollara emociones y se negara a permitir que Carl fuera a un viaje que había planeado con Lenny.
En una asamblea escolar, ven que los robots han desarrollado una amistad. Luchan contra los robots. Skinner dispara y destruye el suyo, pero no puede distinguir cuál es el verdadero Chalmers. Cuando uno razona con él y el otro le insulta, dispara y mata al primero, que era el verdadero Chalmers. El robot Chalmers consuela a Skinner.

### Historia #3
En un futuro distópico, Homer forma parte de un equipo dirigido por Siegfried Blaze que prende fuego a los programas de televisión de baja calidad. En casa, los Simpson ven programas de alto nivel, pero a Homer no le gustan.
En una incursión, Homer empieza a reírse de uno de los programas y el jardinero Willie le da una cinta de vídeo. En casa, lo ve a escondidas y lo disfruta, pero Bart le pilla. Éste denuncia a Homer ante el equipo que había sobornado a Bart con comida para llevar. Homer deduce que la población debe prestar atención a los programas de alta calidad para no darse cuenta de que viven en un mundo distópico.
Homer escapa y encuentra a un grupo de personas con ideas afines liderado por Krusty el payaso. Aunque lo llevan a la clandestinidad, Siegfried llega con su grupo y empieza a quemarlo todo. Se retiran a los bosques de las afueras de Springfield para contar historias sobre la televisión de baja estofa.

### Créditos
Después de ver las historias, Lisa se ha convertido en un tatuaje del Hombre Ilustrado mientras ruedan los créditos. Él afirma que ella hará algunos amigos entre sus otros tatuajes. Un tatuaje del Sol canta «Santeria» de Sublime mientras Lisa se enfada.

## Producción
En julio de 2024, en la Comic-Con de San Diego, se anunció un segundo episodio de la temporada de Treehouse of Horror, además del tradicional episodio anual. El episodio incluía tres segmentos que parodiaban relatos del escritor Ray Bradbury. Según el creador de la serie, Matt Groening, Bradbury criticó el programa en la prensa tras el estreno de la serie porque tomaba prestado un episodio de The Twilight Zone que él escribió.
El productor ejecutivo Matt Selman compró un libro de relatos cortos de Bradbury y «La mujer que grita» le inspiró una historia sobre Bart porque nadie le creería que una mujer estaba en peligro. Los guionistas encontraron entonces otras dos historias de Bradbury para utilizar. En cuanto a que la fecha de emisión no fuera cerca de Halloween, Selman habría preferido que «Treehouse of Horror XXXV» y este episodio se emitieran en domingos consecutivos con Halloween de por medio o que se emitieran la misma noche. Sin embargo, Fox no quería que los episodios se emitieran consecutivamente, y Selman se alegró de que cada episodio tuviera una entrada de la NFL.
«Treehouse of Horror Presents: Simpsons Wicked This Way Comes» fue el último episodio emitido en Fox en el que participó Pamela Hayden antes de retirarse. Hayden seguiría actuando en los episodios de Disney+ como parte de esta temporada.
Andy Serkis actuó como invitado en el papel del Hombre Ilustrado y Siegfried Blaze. Anteriormente, Serkis participó como invitado en el episodio de la decimocuarta temporada «Dude, Where's My Ranch?» como un personaje diferente.